# Het Kerkhof der Vergeten Boeken
Het Kerkhof der Vergeten Boeken (Spaans: El cementerio de los libros olvidados) is een vierluik van de Spaanse romanschrijver Carlos Ruiz Zafón. Het bevat de boeken De schaduw van de wind (2004), Het spel van de engel (2009), De gevangene van de hemel (2012) en Het labyrint der geesten (2017).
De boekenserie speelt zich af in Barcelona, Spanje, in verschillende perioden in de twintigste eeuw. Het Kerkhof der Vergeten Boeken is een mystieke labyrintachtige bibliotheek die vreemde boeken herbergt. Hoofdpersonen uit de serie zijn Daniel Semperé, Fermín Romero de Torres, David Martín en Alicia Gris. 
Alle delen van Het Kerkhof der Vergeten Boeken zijn opzichzelfstaande verhalen en zijn los en in willekeurige volgorde van elkaar te lezen.